# Protium heptaphyllum
Protium heptaphyllum is een plantensoort uit de familie Burseraceae. Het is een groenblijvende boom met een grote dichte kroon. De boom kan een groeihoogte van 10 tot 20 meter bereiken. De boom bevat een witkleurige en doorschijnende hars. De soort staat op de Rode Lijst van de IUCN geklasseerd als 'niet bedreigd'.
De soort komt voor van het eiland Trinidad tot in tropisch Zuid-Amerika. Hij groeit daar in zowel primaire als secundaire bladverliezende loofbossen en verder in savannes en bossen op rotsachtig terrien, vooral langs de hogere oevers van rivieren.
De plant wordt in het wild geoogst voor lokaal gebruik, met name vanwege de hars. Verder zijn de vruchten eetbaar, het vruchtvlees heeft een zoete smaak en van deze vruchten wordt een drankje gemaakt. De schors bevat een harsachtig materiaal, bekend als 'Busnigre Kandra' of 'Boesnegre Kandra'. Dit wordt in water gedaan en gedronken om als een middel tegen borstaandoeningen, bronchitis en astma te dienen. De bast en bladeren worden gebruikt om necrotiserende fasciitis en algemene ontstekingen te behandelen.
De hars wordt geoogst door insnijdingen in de schors te maken. De hars wordt gedroogd op de stam en vervolgens verzameld door de hars in pakketjes in bladeren te wikkelen. Deze worden opgehangen aan de dakspanten van het huis om ongeveer vier of vijf maanden te rijpen. Deze hars staat bekend als 'hyawa gom' of 'ronima hars' en wordt gebruikt in wierook en vernis. Verder is het een ingrediënt in rode bodypaint, wordt het toegevoegd aan klei om potten te bakken en gebruikt als glazuur. 
Het hout wordt gebruikt voor houten constructies, vloerplanken, meubels en timmerwerk.